# Tunisna TV
Tunisna TV (arabe : TV تونسنا), plus simplement appelée Tunisna, est une chaîne de télévision généraliste privée tunisienne, principalement arabophone.
Son lancement est annoncé le 20 mars 2012 par l'homme d'affaires Abdelhamid Ben Abdallah qui organise une soirée d'inauguration pour sa chaîne. Plusieurs personnalités du monde artistique sont invitées à cet événement, dont Charles Aznavour. Selon son propriétaire, le concept de Tunisna TV s'inspire des chaînes comme M6 et MTV.
Le 19 mars 2015, elle suspend la diffusion de ses programmes dans l'attente d'obtenir une licence. Elle obtient l'autorisation de diffusion le 21 septembre 2015.
En septembre 2018, Faouzi Mahbouli est nommé directeur général de la chaîne et entame la production de l'émission politique hebdomadaire Black List.
Le 3 janvier 2023, l'Office national de la télédiffusion annonce la suspension de la diffusion des programmes de la chaîne à la suite du non-respect d'un accord concernant notamment l'échelonnement de sa dette.

## Émissions
- Actualité du monde
- Al Akaria
- Black List
- Business Mag
- Culture Mag
- Débat News
- Douza Adrénal'In
- Drive and Fast
- Face à Face
- Halli maana
- Journal
- Khalik Fashion
- Music Box
- Mra w Aliha El Klem
- Mostathmer
- No Comment
- Reportage
- Star Time
- Street ART
- Sur le terrain
- Tunisna By Night
- Blacklist
- L'Heure de vérité
- Nojoom
- Tunisia Business League
- L'Expert
- KO